# 聖ヨハネ大聖堂 (ノックスビル)
聖ヨハネ大聖堂（せいヨハネだいせいどう、英語：St. John's Cathedral）は、アメリカ合衆国テネシー州ノックスビルのカンバーランド通り413番地にある米国聖公会東テネシー教区の教会堂である。

## 歴史
ノックスビル創立から35年後の1826年に設立され、聖ヨハネ教会は1829年にテネシー州教区が組織された時のプライマリー・コンベンションを代表するキリスト教教会のひとつであった。1844年5月、聖ヨハネ教会は25名の聖餐拝受者を伴ってテネシー州教区入りを認められた東テネシーからの初めての布教施設となった。
1891年、より規模の大きい施設にするべく部屋を造るために本来の建物は壊され、1892年に完成を見た。現在の建物はオハイオ州コロンバス出身の建築家であるジョゼフ・W・ヨーストにより設計されたものである。石造りの教会はラテン十字の形をしているが、大規模な中央空間にした結果、身廊や翼廊、アプスはクロッシングと比較すると最小限の大きさとなっている。ロマネスク・リヴァイヴァル建築の様式を受け継ぐリチャードソニアン・ロマネスク建築様式となっており、粘板岩の屋根、小塔、控え壁、バラ窓などが配置されている。

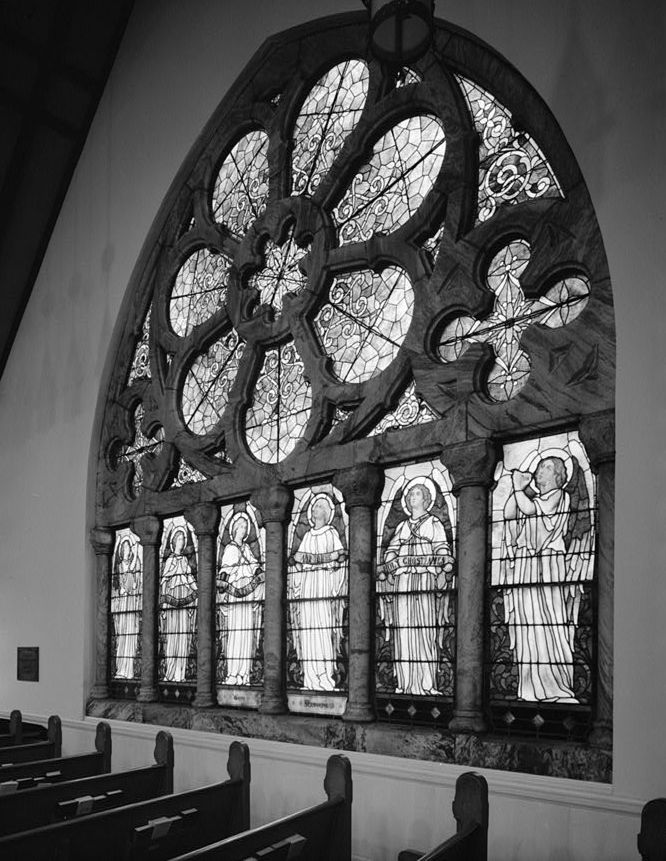
南壁にあるバラ窓

1919年に発生した教会建物での壊滅的な火災では本来のステンドグラスの大半が破壊されたが、建物は即座に復元された。1963年、身廊の床下に聖堂地下室を創造する大規模改装が行われた。1986年、聖ヨハネ大聖堂が新たに創設された東テネシー教区に主教の所在地に指定された。
聖ヨハネ大聖堂の会員はノックスビルにある複数の組織から始まっており、組織には1957年の主の昇天教会、1978年のボランティア・ミッションセンター、1999年のノックスビル監督派神学校などがある。2013年、グリーン・マグネット・スクールが資産提供者として名乗り出た。
1984年には周囲に中庭を造るための別の内部改装と旧教会建築物解体を条件にザ・グレート・ホールが新たに組織に加わった。大聖堂は東テネシー教区向けに元来建てられていた隣接するオフィスビルも購入し、現在では教会の事務局とミーティングセンターとして使用されている。主要な外観と内観の修復計画は湿気侵害問題の是正、内陣の修繕、美術照明や音響システムの設置、新しい美術館や複数の機能向上の創造を行うために2018年から2020年にかけて行われた。工事の大半はグールディング&ウッド社製の新しいオルガンの設置準備に費やされ、スティーヴ・＝アン・ベイリー夫妻によりジム・＝ナタリー・ハスラム夫妻に奉納された。
この大聖堂の首席司祭はジョン・C・ロス牧師、副司祭はキャノン・トム・ラスニック牧師である。

## 迷路

シャルトル大聖堂の迷路設計図

メアリー・クラーク・ライト・メモリアルラビリンスの特徴を持つ大聖堂の中庭は彼女の子供達から依頼されたものである。この迷路はフランスのシャルトル大聖堂にある迷路を模範とした上で、朔望月、三つ葉模様、赤土や薄灰色の敷石で彫られた花弁などで彩られている。通り道の幅は12インチ (0.30 m)、迷路の直径が39フィート (12 m)あり、迷路の総距離は750フィート (230 m)を誇る。計画に基づいた作業はイリノイ州ケンドール郡ヨークビルにあるラビリンス・イン・ストーン社により完成を見た。2001年9月に迷路の竣工式が行われた。2006年に改造された迷路は教会事務局を通した地域社会で利用できる。